# Niederhagen
Niederhagen var ett nazistiskt koncentrationsläger, beläget i närheten av Büren i Provinsen Westfalen. Från 1941 till 1943 var lägret självständigt; därefter var det ett av Buchenwalds satellitläger.
Fångarna i Niederhagen utgjordes av medlemmar av Jehovas vittnen, politiska fångar, romer, homosexuella, judar samt krigsfångar och tvångsarbetare från Polen, Sovjetunionen, Tjeckoslovakien, Frankrike, Nederländerna och Belgien.